# Stadtkreis Trier
Der Stadtkreis Trier war ein 1816 gegründeter Kreis in der preußischen Rheinprovinz (Regierungsbezirk Trier).

## Geschichte
Der Stadtkreis Trier wurde 1816 zu Beginn der Herrschaft Preußens über das Rheinland geschaffen. Er bestand ganz zu Beginn aus der Stadt Trier und den Dörfern bzw. Vororten Zurlauben, Maar, Straß-Paulin, St. Barbara, Löwenbrücken, Kürenz, Olewig, Heiligkreuz, St. Matthias, St. Medard und Feyen. Für Pallien und Euren war die Zugehörigkeit zur Bürgermeisterei Aach und damit zum Landkreis Trier vorgesehen, jedoch wurden die Gemeinden auf deren Betreiben noch 1816 in den Stadtkreis eingegliedert. Damit umfasste der Stadtkreis dieselben Orte wie die Gesamtgemeinde Trier aus der vorherigen französischen Zeit. Neu zum Stadtkreis stießen aber Ende 1816 noch Zewen und Oberkirch. Eine kleinere Gebietsveränderung ergab sich zum 20. Februar 1825, als der Roscheider Hof an die Gemeinde Merzlich (heute zu Konz zugehörig) abgetreten wurde.
Bis 1851/52 hatte der Stadtkreis nur eine Oberbürgermeisterei und der Oberbürgermeister von Trier war zugleich Landrat. Aufgrund verschiedener neuer Kommunalverfassungen sowie Konflikten der Stadt Trier mit der preußischen Regierung standen mehrmals Änderungen im Raum, so die Zuordnung der Trierer Vororte zum Landkreis Trier (1828, abgewendet durch ein einhelliges Votum der Vororte) und die Auflösung des Stadtkreises (1840, abgewendet durch die Stadt).
Auf Grundlage der Gemeindeordnung von 1850 wurde der Trierer Oberbürgermeister vom Rat gewählt und nicht mehr vom König ernannt. Daher wurden 1851 die Ämter Oberbürgermeister und Landrat, der weiterhin königlich ernannt wurde, getrennt. Außerdem war nun die gemeinsame Bürgermeisterei von Stadt und Landgemeinden unzulässig, woraufhin die Vororte am 1. November 1851 aus der Bürgermeisterei herausgelöst wurden und am 1. Januar 1852 eine eigene Bürgermeisterei der Vororte von Trier geschaffen wurde. Diese Bürgermeisterei wurde kommissarisch dem Landrat des Landkreises Trier unterstellt.
Ihr gehörten elf Landgemeinden an: Euren, Heiligkreuz, Kürenz, Maar, Olewig, Pallien, Sankt Barbara-Löwenbrücken, Sankt Matthias-Medard-Feyen, Sankt Paulin, Zewen-Oberkirch, Zurlauben.
Aufgrund der geringen Einwohnerzahl sollte der Stadtkreis gänzlich aufgelöst werden. Der Landkreis Trier wäre aber zu groß geworden, so dass zunächst über neue Zuschnitte nachgedacht wurde, die aber auf Ablehnung stießen, woraufhin die Änderungen von 1851/52 in dieser Form bestehen blieben. Dass der Stadtkreis nicht identisch mit den Stadtgrenzen war, war inzwischen eine Besonderheit, die Trier in Preußen zwischenzeitlich nur mit Magdeburg teilte, wobei die Vororte nur noch formell dem Stadtkreis angehörten, was seinerseits ein Kuriosum war. Am 1. April 1888 wurden die Verhältnisse normalisiert, indem die Vorortgemeinden Sankt Barbara-Löwenbrücken, Maar, Sankt Paulin und Zurlauben in die Stadt Trier eingemeindet und die verbliebene Bürgermeisterei der Vororte von Trier in den Landkreis Trier umgegliedert wurde. Gegen die Eingemeindungen hatte es seitens der Stadtverordneten in Trier Bedenken gegeben, da eine finanzielle Schwächung durch die relativ armen Vororte befürchtet wurde. Sie waren aber notwendig, um überhaupt noch einen Stadtkreis bilden zu können, da mindestens 30.000 Einwohner vorgeschrieben waren. Spätestens ab 1888 entsprach der Stadtkreis somit dem, was heute als kreisfreie Stadt bekannt ist.

### Einwohnerentwicklung
| Jahr | Einwohner | Quelle |
| ---- | --------- | ------ |
| 1816 | 14.244    | [ 11 ] |
| 1828 | 20.761    | [ 11 ] |
| 1871 | 31.869    | [ 12 ] |